# Neues Politisches Volksblatt
1877-ben Tenczer Pál fővárosi bizottsági tag által alapított lap. Első száma 1877. október 15-én jelent meg. Főszerkesztői: dr. Rothfeld Samu, Totter Lajos, Tenczer Pál. 
A lap munkatársai: dr. Fleischmann Sándor (vezércikkek), Müller-Raro József (katonai témák, tárcák, karcolatok), Keszthelyi Ernő (színházi rovat, karcolatokat  és  tárczák „Zigeuner"  és  „Stroller"  álnevek  alatt), Somogyi Péter (országgyűlési  tudósító és operaházi referens, karczolatok, tárcák), Szekula Mór (napi hírek,  főváros rovat), Mandowsky Richárd (rendőrségi  rovat), Engelmann Pál (hazai  és  nemzetközi  munkásmozgalom), Fliesz Rezső (cimlap képek).
Cikkeket írtak a lapba: Apponyi Albert gróf, Tibád  Antal, Falk Miksa, Neményi  Ambrus, Teleki Géza  gróf, Neumann Amália. A lapban megjelentek Jókai Mór, Beniczkyné Bajza Lenke, Csiky Gergely,  Frankenstein Hermina, Daudet Alfons, Krücken Oszkár, Sperber Eugen, Reinhold Leó regényei.
A lap szabadelvű–szocialista irányzatú. 1918 októberében a  Neues Politisches Volksblatt egykori székháza a Nagymező utca 8. szám alatt, Budapest Belvárosában volt.
A szocialista Kossa István 1918 októberében a lap gyakornoka volt.